# مرتضى الشيرازي
مرتضى بن محمد بن المهدي بن حبيب الله الحسيني الشيرازي (1964 - الآن). هو رجل دين شيعي عراقي. مقيم في مدينة كربلاء حالياً، ويلقي دروس ومحاضرات البحث الخارج في «المدرسة الغروية»، بالإضافة لإلقائه دروس أسبوعية في علم التفسير بمكتب المرجع الشيرازي في النجف.
ينتمي لعائلة «الشيرازي» حيث أنه ثاني أكبر أبناء المرجع محمد الشيرازي بعد محمد رضا، وجده هو مهدي بن حبيب الله الشيرازي المرجع الديني المعروف في زمانه، وعمه هو صادق الشيرازي المرجع الحالي المقيم في مدينة قم. وتنتمي والدته إلى عائلة «معاش» التي تستوطن مدينة كربلاء.
عُرف عنه معارضته للحكومة الإيرانية وانتقاده لها، وانتقاده لنظرية ولاية الفقيه المطلقة - التي أسسها روح الله الموسوي الخميني - في عددٍ من مؤلفاته ومن أهمها كتابه «شورى الفقهاء» الذي شرح فيه نظرية محمد الحسيني الشيرازي، ثم اعتُقل بسببه وخرج من إيران بعد ذلك، ولا يزال ملاحقاً من الحكومة الإيرانية.
ويوجه بعض أنصار الشيرازي اتهاماتهم للحكومة الإيرانية في تعذيب الشيرازي وحرق جسده في النار.
كذلك عُرف بانتقاده لرجال الدين الشيعة المنتمين للمدرسة الفلسفية والعرفانية في بعض محاضراته التي كان يلقيها بالحوزة العلمية الزينبية في دمشق وفي بعض أبحاثه.

## حياته

### ولادته ونشأته
ولد بمدينة كربلاء العراقية في شهر محرم 1384 هـ. قضى سنوات طفولته في كربلاء حيث عاش قرابة 8 سنوات من حياته هناك، وقد تعرّضت أسرتهم إلى ضغطوطات شديدة فاضطرت للهجرة إلى الكويت، إثر الأخطار التي تعرض لها والده وأعمامه وسائر أقربائه في العراق.

### هجرته إلى الكويت
في الكويت، واصل دراسته الدينية، ودرس عند أخيه الأكبر محمد رضا الحسيني الشيرازي وعلماء آخرين.

### هجرته إلى إيران
وفي بدايات سنة 1400 هـ ومع انتقال أسرته إلى مدينة قم، كرّس أيامه للدراسة الحوزوية، فأتم السطوح العليا من الرسائل والكفاية والمكاسب في مرحلة مبكرة وبعد انقضاء مرحلة السطوح. حضر البحث الخارج لكل من: والده، وعمه، وحسين وحيد الخراساني، وجواد التبريزي.
بدأ بتدريس الكفاية والرسائل وهو في الثانية والعشرين من عمره، كما بدأ بتدريس كتاب شرح المنظومة، وهو في 23 من عمره.
مع إطلالة عام 1410 هـ فرغ من تأليف الجزء الأول من كتاب شورى الفقهاء. وناقش فيه نظرية والده (شورى الفقهاء)، وانتقد فيه نظرية ولاية الفقيه انتقاداً واسعاً. فسُجِنَ لمدة عام، وتعرض خلالها للتعُذِّيب.
استمر في العلم عبر التدريس والتحقيق والتربية وعبر المواصلة مع العلماء والمراجع.
وفيما يلي بعض الشهادات الإجازات التي نالها وحصل عليها بعد تأليفه كتاب «شورى الفقهاء»:
- المرجع الديني الأعلى السيد محمد الشيرازي
- المرجع الديني الكبير السيد صادق الشيرازي
- المرجع الديني السيد محمد الفاطمي الابهري
- الشيخ مسعود السلطاني
- الشيخ مرتضى الاردكاني

### هجرته إلى سوريا
- هاجر إلى سوريا عام 1413 للهجرة، وإزداد نشاطه التبليغي الدعوي هناك، فأسس وساند مؤسسات دينية وإنسانية وثقافية في مختلف مناطق العالم، كبريطانيا وأمريكا والكويت، وسوريا ولبنان والإمارات، والعراق والهند وأفغانستان والباكستان وغيرها.
- أسس مراكز عديدة كبرى في أمريكا وبريطانيا والدانمارك وغيرها وكان منها مركز الرسول الأعظم ثم مركز الإمام علي في واشنطن، وحسينية الرسول الأعظم في لندن، ومركز وحسنية الإمام الصادق في الدانمارك.
- أسس وساهم في تأسيس العشرات من المواقع في (الإنترنت).
- كما أسس عدداً من مراكز الدراسات في العراق وسوريا وأمريكا.
- كما كان الموجّه والمؤسس لبعض الجامعات الإسلامية -المعترف بها حالياً في العراق.
- وقام بتأسيس أول فضائية شيعية غير حكومية.

## مؤلفاته
- أضواء على حياة الإمام علي . كتبه وهو في السادسة عشرة من عمره طبع ثلاثة مرات.[3]
- لمحات من حياة الإمام الحسن . كتبه وهو في السابعة عشرة من عمره.
- شورى الفقهاء. هو دراسة فقهية أصولية، انتهى منه عام 1410 للهجرة.[4]
- السيدة نرجس مدرسة الأجيال.
- في السجن كانت مقالات. وهما كتابان خطّهما أبان وجوده في السجن.[5]
- شعاع من نور فاطمة. دراسة قيمة مهمة عن القيمة الذاتية لمحبة الزهراء - كتبها عام 1418 للهجرة.[6]
- الإمام الحسين وفروع الدين. دراسة عن العلاقة الوثيقة بين سيد الشهداء وبين كل فرع فرع من فروع الدين.
- فقه التعاون على البر والتقوى. الجزء الأول، يقع في 496 صفحة، كتب عام 1429 الهجري. دراسة فقهية أصولية، على ضوء الآية الشريفة: ﴿وَتَعاوَنُوا عَلَى الْبِرِّ وَالتَّقْوى﴾ وكعادته لقد أجاد وأبداع في الأفكار والطرح والأدلة.[7]
- شرح دعاء الافتتاح.
- دروس في أصول الكافي. الجزء الأول، كتاب العقل والجهل.
- الضوابط الكلية لضمان الإصابة في الأحكام العقلية وقد اعتبره بعض أهل الخبرة كتاباً يؤسس لعلم (الضوابط) الذي يوازي علم (المنطق) في الأهمية إن لم يزد عليه، كونه يبحث عن (الضوابط) لضمان الإصابة من حيث محتوى القضية ومضمونها و(علتها المادية)، بينما (المنطق) يبحث عن الضوابط للحفظ من الوقوع في الخطأ من جهة شكل القضية و(علتها الصورية).
- الأصول.. مباحث القطع. يقع في مجلدين وهو عبارة عن الدروس التي ألقاها في البحث الخارج طوال عامي 1430 و1431 في الحوزة العلمية الزينبية.
- قاعدة الملازمة بين حكمي العقل والشرع. وقد قام بدراسة القاعدة من كلا وجهيها الكلامي والفقهي.
- فقه الخمس المجلد الأول، مخطوط، وهو عبارة عن (دروس الخارج) التي ألقاها عام 1431 في الحوزة العلمية الزينبية المقدسة.
- كونوا مع الصادقين.[8]
- لماذا لم يصرح باسم الإمام علي في القرآن الكريم؟.[9]
- 17- كتيب باسم الحوار الفكري.
- الأوامر المولوية والإرشادية[10]
- بحوث في العقيدة والسلوك.[11]
- الحجة.. معانيها ومصاديقها. طُبِع في شهر شعبان 1432.[12]
- المبادئ التصورية والتصديقية للفقه والأصول.
- نسبية النصوص والمعرفة.. الممكن والممتنع.
- الهرمنيوطيقا.
- استراتيجيات مكافحة الفقر.
- العلاقة الحقوقية بين الدولة والشعب وضمانات نزاهة المؤسسة العسكرية.
- مؤسسات المجتمع المدني في منظومة الفكر الإسلامي.
- حجية مراسيل الكتب الأربعة.
- القيمة المعرفية للشك.
- قولوا للناس حسناً ولا تسبوا.